# Chen Yun
Chen Yun (13. lipnja 1905. – 10. travnja 1995.), bivši visoki dužnosnik Komunističke stranke Kine. Jedan od rukovodećih stranačkih ljudi od 1954. godine. Vrhunac karijere dosegao je u 1980-im godinama. Dao je značajan doprinos gospodarskom oporavku Kine i danas je vrlo cijenjen u Kini. Zajedno sa svojim bliskim suradnikom Li Xiannianom izborio se da Jiang Zemin postane novi kineski vođa 1989. godine. Umirovljen je 1992. godine, a umro je tri godine kasnije, u 90.godini života. 